# Alice (Dakota del Norte)
Alice es una ciudad ubicada en el condado de Cass en el estado estadounidense de Dakota del Norte. En el censo de 2010 tenía una población de 40 habitantes y una densidad poblacional de 16,07 personas por km².

## Geografía
Alice se encuentra ubicada en las coordenadas 46°45′36″N 97°33′22″O / 46.76000, -97.55611. Según la Oficina del Censo de los Estados Unidos, Alice tiene una superficie total de 2.49 km², de la cual 2.49 km² corresponden a tierra firme y (0%) 0 km² es agua.

## Demografía
Según el censo de 2010, había 40 personas residiendo en Alice. La densidad de población era de 16,07 hab./km². De los 40 habitantes, Alice estaba compuesto por el 100% blancos, el 0% eran afroamericanos, el 0% eran amerindios, el 0% eran asiáticos, el 0% eran isleños del Pacífico, el 0% eran de otras razas y el 0% pertenecían a dos o más razas. Del total de la población el 0% eran hispanos o latinos de cualquier raza.